# Isla Willis
La isla Willis es una isla australiana que se halla en el mar de Coral.

## Geografía
Es un gran conjunto de pequeñas islas que se extienden desde la Gran Barrera de Arrecifes hasta la frontera del mar de Coral con el océano Pacífico.
La mayor isla es la isla de Willis con 3 km². La isla Willis se encuentran en la Gran barrera de arrecifes Al noroeste de Australia y al noroeste de Nueva Zelanda y de las demás islas del océano Pacífico.                                                                                                                                         
- Datos: Q3179368
- Multimedia: Willis Island / Q3179368